# Versterker (elektronica)
Een versterker is een elektronische schakeling die tot taak heeft het vermogen van een elektrisch signaal te versterken.
Het uitgangssignaal dat de versterker produceert is qua vorm gelijk aan het ingangssignaal. Het primaire (ingaande) vermogen en het uitgaande (secundaire) vermogen van een transformator is (nagenoeg) hetzelfde, een transformator is dus geen versterker.
Als iemand in een microfoon praat, dan levert de microfoon een signaal met lage spanning en lage stroom, een vermogen van een fractie van een microwatt. Om dat signaal duidelijk uit meerdere luidsprekers in bijvoorbeeld een stadion te laten horen, moet het versterkt worden tot enige honderden watt en daar is een versterker voor, in dit voorbeeld een audioversterker. De amplitude van het uitgangssignaal gedeeld door de amplitude van het ingangssignaal, is een constante factor. Deze constante is de versterkingsfactor van de versterker.
Afhankelijk van de toepassing kan een versterker eenvoudig of ingewikkeld zijn. Een audioversterker heeft tot doel om voor de mens hoorbare signalen te versterken bijvoorbeeld voor de weergave van cd en grammofoonplaat, de gitaarversterker en de basversterker. Maar er zijn ook andere toepassingen, zoals het versterken van hoogfrequente signalen voor radio- en tv-zenders.

## Audioversterker
Een audioversterker versterkt signalen zowel in het hoorbare gebied als ook in het onhoorbare gebied. Voor audioversterkers zijn onder andere vervorming, kanaalscheiding, ruis- en bromniveau van belang.
Audioversterkers kunnen variëren van een microfoonversterker (die zo weinig mogelijk ruis moet toevoegen) tot en met versterkers voor voetbalstadions en muziekhallen (die vermogen moeten leveren).

## Hoogfrequente versterker
Versterken van hoogfrequente signalen is ten gevolge van allerlei parasitaire capaciteiten en inductie veel ingewikkelder dan bijvoorbeeld het versterken van een audiosignaal. Alle componenten moeten speciaal geschikt zijn voor hoge frequenties. Verder kunnen spoelen gebruikt worden om bepaalde frequenties te filteren of door te laten. Bij een audioversterker kan dat ook, maar dan zouden de spoelen groot en zwaar worden vanwege de lage frequenties.
Bij hoogfrequente signalen fungeert iedere aansluitdraad en ieder koperspoor op een printplaat als een spoel. Daar moet bij het ontwerp rekening mee gehouden worden. Onbedoeld kan een versterker fungeren als radio-ontvanger waardoor radiogolven een storende invloed kunnen hebben. Daarom worden sommige delen afgeschermd met metaal.
Door gebruik te maken van kleine SMD-onderdelen, is ook de printplaat kleiner en de kopersporen korter. Daardoor is dat beter geschikt voor hoge frequenties.

## Kwaliteit
De functie van een versterker is alleen maar om een elektrisch signaal te versterken, maar een versterker voegt zelf ook (ongewenste) ruis toe, en zal bepaalde frequenties iets meer versterken dan andere frequenties, en zal kleine signalen iets anders versterken dan grote signalen, waardoor er vervorming kan ontstaan. De mate waarin dit gebeurt hangt af van de kwaliteit van de gebruikte componenten en de kwaliteit van het ontwerp.

### Signaal-ruisverhouding
De signaal-ruisverhouding (kortweg S/N) is de verhouding tussen het signaal waar het om gaat, en de ruis die de versterker zelf toevoegt. Dit wordt altijd in decibel (dB) aangeduid. De ruis die de versterker toevoegt heeft meestal een constant volume. Dus die ruis is voornamelijk hoorbaar in de stille passages. Bij de huidige kwaliteitsversterkers is de ruis nagenoeg niet meer hoorbaar. Bij een signaal-ruisverhouding van 60 dB is de ruis zeer zacht te horen. Een signaal-ruisverhouding van 90 dB is zeer goed.

### Frequentiebereik en bandbreedte
Het frequentiebereik van een versterker geeft de laagste en de hoogste frequentie aan, die nog versterkt wordt, en de versterking nog minder dan een opgegeven aantal decibel constant blijft. Het menselijk gehoor kan frequenties horen van ruwweg 20 Hz tot 20 kHz. Een goede versterker zal dan ook dat bereik versterken. Sommige microfoons nemen ook geluiden op van boven de 20 kHz en sommige versterkers versterken tot 30 kHz. Dit wordt gedaan om iedere vervorming in het hoorbare gebied te voorkomen. Een versterker die tot 20 kHz versterkt kan bijvoorbeeld vanaf 16 kHz al wat minder goed versterken. Frequenties onder de 20 Hz kunnen niet gehoord maar wel gevoeld worden, daarom versterken sommige versterkers al frequenties vanaf 2 Hz.
Bij hoogfrequent versterkers (bijvoorbeeld voor radiosignalen) wordt meestal van bandbreedte gesproken in plaats van frequentiebereik. Elektronische versterkers zijn slechts in staat om een ingangssignaal te versterken binnen een bepaald frequentiegebied. Voor frequentiecomponenten die buiten dit gebied vallen zal de versterkingsfactor geleidelijk verkleinen, bovendien ontstaat een faseverschil tussen ingangs- en uitgangssignaal. Het frequentiegebied waar de versterkingsfactor constant blijft binnen een vooropgestelde marge noemt men de bandbreedte.

### Frequentiekarakteristiek
De frequentiekarakteristiek (of frequentieoverdracht) geeft aan in welke mate elke frequentie versterkt wordt. Een versterker zal de ene frequentie iets meer versterken dan een andere frequentie. Een bijkomend effect is, dat daardoor fasedraaiing van het signaal optreedt. Het menselijk gehoor is daar zeer gevoelig voor, omdat de fase gebruikt wordt bij het bepalen van het stereobeeld.

### Kanaalscheiding
De kanaalscheiding geeft de mate van scheiding aan tussen het linker en rechter kanaal, of tussen de meerdere kanalen bij een surround systeem. Aangezien de versterkers voor de verschillende kanalen in hetzelfde apparaat zitten, is er altijd sprake van overdracht van een signaal op een ander kanaal. Deze waarde wordt in decibel (dB) opgegeven. Een kanaalscheiding van 60 dB wil zeggen dat als een signaalniveau op 0 dBV op het linker kanaal wordt aangeboden, dat dat signaal dan in het rechterkanaal niet sterker meetbaar zal zijn dan -60 dBV.

### Impulsrespons
De impulsrespons (pulse response) is vooral interessant voor versterkers in meetapparatuur. Het ingangssignaal is een eenmalige puls, en het uitgangssignaal zegt iets over de kwaliteit van de versterker. Er zijn ook wiskundige berekeningen om de impulsrespons te berekenen door op de ingang ruis te zetten.

## Actieve componenten
De versterking van een signaal gebeurt met zogenoemde actieve componenten.
TransistorDe bipolaire transistor is een standaardcomponent. Hij is klein, kan een signaal gemakkelijk 100 keer versterken, maar voegt relatief veel ruis toe.
VeldeffecttransistorDe veldeffecttransistor (FET) is ook een transistor, maar volgens een ander principe. Hij levert onder andere minder ruis.
Operationele versterkerEen operationele versterker of op-amp is een chip die meerdere transistoren herbergt.
ElektronenbuisDe elektronenbuis levert weinig ruis en is daarnaast geschikt voor versterking van signalen in zeer breed frequentiespectrum zoals versterking van radiogolven tot en met de laagfrequente signalen in audioversterkers. Vanwege de grote afmeting, de kwetsbaarheid en benodigde hoogspanning is de buis in consumentenelektronica vrijwel volledig verdrongen door halfgeleidercomponenten.